# Звягинцев, Александр Григорьевич
Александр Григорьевич Звягинцев (род. 8 июля 1948, Житомир, Украинская ССР, СССР) — советский и российский юрист, правовед, деятель органов прокуратуры, писатель и историк. Заместитель Директора Института государства и права РАН, Заместитель руководителя Национального исследовательского центра правового наследия Нюрнбергского процесса (Академия Нюрнбергских принципов) ИГП РАН.  Государственный советник юстиции 1 класса (2000), заместитель генерального прокурора России (2000—2016).
Вице-президент Международной ассоциации прокуроров (с 2015) и первый заместитель президента Академии российской словесности РФ, секретарь Союза писателей РФ. Он также драматург, киносценарист и -режиссёр.
Более сорока лет проработал в прокуратуре, в частности курировал вопросы связей прокуратуры РФ с общественностью и СМИ. Выпустил сотни статей и десятки фильмов, документальных и художественных книг, автор пьес. В особенности известен своими трудами о Нюрнбергском трибунале. Заслуженный юрист Российской Федерации (1997). Заслуженный работник прокуратуры Российской Федерации (2011).

## Биография
Вспоминал, что его крестным был замдиректора Киевского театра оперы и балета, к которому в детстве его водили на работу: «Я пересмотрел весь репертуар из ложи, возле которой в 1911-м стреляли в Столыпина. Но об этом факте я узнал позже».
Рассказывал, что сперва поступил на режиссёрский (факультет? — прим.), но учиться там ему так и не довелось.
Отслужил в армии.
В 1976 году окончил Харьковский юридический институт по специальности «Правоведение».
В 1970—1987 годах работал в органах прокуратуры в Киеве, прошел путь от секретаря до начальника отдела статистики. Затем перебрался в Москву, работал прокурором, старшим прокурором прокуратуры СССР, помощником генпрокурора СССР (1987—1990).
С 1992 года старший помощник генпрокурора РСФСР — начальник пресс-центра. В 1993—2000 годах начальник центра информации и общественных связей генеральной прокуратуры РФ.
С 7 июня 2000 года заместитель генерального прокурора России по Приволжскому федеральному округу.
С 2003 года вновь в Москве.
В январе 2016 года уволен в отставку с должности заместителя генпрокурора РФ — в связи с выходом на пенсию за выслугу лет.
Известен как писатель — в жанре остросюжетной прозы и исторического портрета. В частности публиковал книги под псевдонимом Александр Ольгин, использовал и другие псевдонимы. Автор более 40 книг, бестселлеров «Сармат», «Естественный отбор», «Ледников».
Рассказывал: «Обычно все мои произведения — за исключением, наверное, серии „Сармат“ — это произведения биографические. Они — результат изучения каких-то конкретных дел и конкретных человеческих судеб, каких-то историй, участником которых я бывал как в России, так и за рубежом. Так написаны, например, очень многие рассказы и повести, весь цикл книг „Ледников“…».
Ряд книг экранизирован, по роману «Прокурор идет ва-банк» снят фильм «Клан», по повести «Скиф» — кинокартина «Дезертир».
В 1970-е более семи лет являлся постоянным автором и ведущим одной из радиопередач на Украинском радио.
Автор 5 книг и 12 фильмов по Нюрнбергскому процессу.
Упоминал о своей дружбе десятилетиями с А. А. Безугловым, а также о том, что дружил с Аркадием Вайнером и о своих близких отношениях с Эдуардом Анатольевичем Хруцким, с которым возглавлял Московский триллер-клуб, где тот был президентом, а Звягинцев — вице-президентом.
Также был хорошо знаком с драматургом Михаилом Шатровым, с которым в конце 1980-х они являлись членами президиума международного клуба «За обновление мира».
Положительно отзывался о творчестве Захара Прилепина.
Вице-президент Союза криминалистов и криминологов.
Член Попечительского Совета Малого театра. Руководитель Экспертного совета проекта «Нюрнберг. Начало мира». Отмечал, что его занимает «множество исторических тем», среди которых, однако, тема Нюрнбергского процесса «является доминантой». Замечал, что «история, увы, мало чему учит людей», по его мнению — потому, «что мало изучается».
Неоднократно поощрялся, награждён государственными и ведомственными наградами.
Лауреат Международной премии имени «Кирилла и Мефодия» (2007).
Лауреат премии «Золотой орел» (2018) — «За беспристрастное изложение исторической правды языком кино».
Выступал на уроке о главном 17 апреля 2023 года.
В 2024 году стал доверенным лицом кандидата в президенты России Владимира Путина.

## Награды
- Орден «За заслуги перед Отечеством» IV степени (23 ноября 2023 года) — за достигнутые трудовые успехи и многолетнюю добросовестную работу[19]
- Орден Почёта (1 сентября 2008 года) — за заслуги в укреплении законности и правопорядка и многолетнюю добросовестную службу[20]
- Почётное звание «Заслуженный работник прокуратуры Российской Федерации» (2 января 2011 года) — за заслуги в укреплении законности и правопорядка, многолетнюю добросовестную службу[21]
- Почётное звание «Заслуженный юрист Российской Федерации» (9 января 1997 года) — за большой вклад в укрепление законности и многолетнюю добросовестную работу в органах прокуратуры[22]
- Почётная грамота Президента Российской Федерации (30 марта 2012 года) — за заслуги в укреплении законности, защите прав и законных интересов граждан и высокие личные показатели в служебной деятельности[23]
- Благодарность Президента Российской Федерации (26 апреля 2013 года) — за активное участие в реализации в рамках Совета Европы предложений Российской Федерации по определению принципов деятельности прокуроров вне системы уголовного правосудия[24]
- Благодарность Президента Российской Федерации (8 июня 1998 года) — за заслуги в укреплении законности и многолетний добросовестный труд[25]
- Медаль Столыпина П. А.  II степени (26 июня 2013 года) — за заслуги в укреплении законности и правопорядка, а также многолетнюю безупречную государственную службу[26]
- Почётная грамота Правительства Российской Федерации (25 декабря 2009 года) — за заслуги в укреплении законности и правопорядка, а также многолетнюю добросовестную службу[27]
- Благодарность Правительства Российской Федерации (24 декабря 2012 года) — за заслуги в укреплении законности и правопорядка, защите прав и свобод граждан[28]
- Премия ФСБ России (2018) в номинации «Художественная литература и журналистика» — за роман-хронику «На веки вечные»
- Национальная премия «Лучшие книги, издательства, проекты» в номинации ««Историко-культурные проекты» за «Исследования, книги, фильмы, драматургию о Нюрнбергском процессе»[29]
- Почётная грамота Совета МПА СНГ (28 ноября 2013 года, Межпарламентская ассамблея СНГ) — за активное участие в деятельности Межпарламентской Ассамблеи и её органов, вклад в укрепление дружбы между народами государств — участников Содружества Независимых Государств[30]

## Публикации
- Око государево. XVIII век. 1994
- Тайные советники Империи. Российские прокуроры. XIX век. 1995
- Под сенью русского орла. Вторая половина XIX — начало XX века. 1996
- В эпоху потрясений и реформ. Российские прокуроры. 1906—1917. 1996
- Призванные Отечеством. Российские прокуроры 1722—1917. 1997
- Распятые революцией. XX век. 1922—1936. 1997
- Неизвестная Фемида: Документы, события, люди. 2003
- Самые знаменитые юристы России. 2003
- Российские юристы. Краткий биографический словарь. 2004
- Взлеты и падения вершителей судеб. Трагические страницы в биографии российских юристов. 2006
- Заложники вождей. XX век. 1954—1992. 2006
- Нюрнбергский набат. Репортаж из прошлого, обращение к будущему. 2006
- Жизнь и деяния генерал-прокуроров России. 2008
- Руденко. Генеральный прокурор СССР. 2008
- Роковая Фемида. Драматические судьбы знаменитых российских юристов. 2009
- Нюрнбергский процесс. Без грифа «Совершенно секретно». 2010
- Нюрнберг: Главный процесс человечества. 2011
- На веки вечные. 2011
- Казусы Империи. 2013
- Прокуратура России. От истоков до наших дней. 2014
- Мне дан мандат… 2015
- Без срока давности… К 70-летию Нюрнбергского международного военного трибунала. 2016
- Руденко. Главный обвинитель Нюрнбергского трибунала. 2016
- Именем человечества. 2019
- Ветер Возмездия. Уроки Токийского международного военного трибунала. 2019
- Суд народов. — М: Рипол-классик, 2020

## Фильмография (как сценарист)
- 1991 — «Клан»
- 1995—2001 — «Криминальная Россия. Современные хроники» (главный консультант, сценарист)[31]
- 2004 — «Сармат» (сериал) — «Золотой орел» в номинации «Лучший телевизионный сериал»
- 2010 — «Естественный отбор» (сериал)
- 2011 — «Контригра» (сериал)
- 2015 — «Память осени»
- 2018 — «Без срока давности. Да судимы будете!»
- 2018 — «Без срока давности. Эшелоны смерти»
- 2023 — «Нюрнберг»